# Range Rover Evoque
El Range Rover Evoque es un automóvil todoterreno de lujo del segmento C que el fabricante británico Land Rover lanzó al mercado en julio de 2011. Tiene motor delantero transversal, tracción delantera o a las cuatro ruedas y chasis monocasco. Existen carrocerías de tres y cinco puertas, de cuatro y cinco plazas respectivamente; la primera de ellas se denomina "Coupé". Algunos de los rivales del Evoque son el Audi Q3,  el BMW X1, el Jaguar E-Pace, el Mercedes-Benz Clase GLA, el Volvo XC40 y el Cupra Formentor. Las ventas han sido un gran éxito para Land Rover, vendiendo más de 520.000 unidades del modelo.
El Evoque es el hermano pequeño del Range Rover.
Evoque se sitúa debajo del Range Rover Sport y en tamaño es el modelo más pequeño de la gama Range Rover. Tiene un enfoque más urbano que los demás modelos de la marca, aunque conserva buena parte de los atributos todoterreno del Range Rover y del Range Rover Sport, los otros dos modelos de lujo de la marca.
El modelo se presentó como prototipo en el Salón del Automóvil de Detroit de 2008 bajo la denominación Land Rover LRX. El modelo de serie fue premiado como el Diseño Mundial del Año 2012. En el Salón del Automóvil de Ginebra de 2012 se mostró un prototipo del Evoque con carrocería descapotable ya a la venta en algunos mercados.
Range Rover Evoque ha sido galardonado con varios premios nacionales e internacionales, incluyendo:
- 2012 SUV norteamericana del año
- 2012 World Design coche del año, Auto Mundial del Año de los premios
- 2012 En general Auto Mundial del Año y coches de lujo Top Mundial de la Mujer del Año
- 2012 Mejor de lo mejor / SUV por AutoWeek revista
- 2012 SUV del Año por Motor Trend en 2011
- 2011 Auto Express Auto del año
- 2011 Coche del año por Top Gear, "SUV del Año 2011" y "Coche del Año de Jeremy"
- 2010 Mejor coche de producción por Car Design News en 2010

Los dos motores disponibles son de cuatro cilindros en línea, turboalimentados y provienen del grupo estadounidense Ford. El gasolina es un 2,0 litros y 240 CV, en tanto que el Diesel es un 2,2 litros disponible en variantes de 150 y de 190 CV, la transmisión es una manual de 6 vel y una automática de 6 velocidades, para 2014 fue cambiada a una ZF de 9 velocidades y para 2016 motor diésel es el nuevo Ingenium de Jaguar diseñado y desarrollado desde cero en el centro de fabricación del motor en las West Midlands Jaguar. este motor de Ingenium fue construido para maximizar el rendimiento y la sostenibilidad del medio ambiente, al mismo tiempo que se reducen los costos para los propietarios de automóviles. (no disponible en México). Es 20 kg más ligero que el motorizaciones anteriores, que está disponible en 150 hp y 180 hp Todos los motores cuentan con la tecnología inteligente Stop/Start que apaga automáticamente el motor en reposo y se inicia de nuevo tan pronto como el pedal del freno se libera.
Las primeras versiones denominadas en algunos mercados como PURE cuenta con interiores en piel/tela, ruedas de 17" y la iluminación sigue siendo de halógeno. Para la versión Pure Tech o SE cuenta con techo panorámico fijo y ruedas de 18" interiores totalmente en piel. También cuenta con SE Dynamic donde la carrocería tiene apariencia más deportiva y HSE Dynamic, Range Rover Evoque ofrece muchas posibilidades para personalizar su vehículo y que coincida con su estilo de vida, eligiendo entre una amplia variedad de colores y opciones.
Rediseño
En 2016 contó con algunos cambios estéticos, sobre todo en la parte frontal, lleva una nueva facia, las tomas de aire son más amplias y el faro neblinero es más delgado y su posición fue cambiada a la parte superior, las unidades principales tienen nuevo diseño al igual que la luz LED diurna, en la parte trasera los focos son con nuevo look y sigue con tecnología LED, en el habitáculo para la versión inicial se elimina la pantalla de 5" e incorporan una de 8" mismas que las siguientes versiones la traen de serie, también rediseñaron los asientos y las puertas ahora cuentan en la parte inferior una costura con estilo acolchonado, el cuadro de instrumentos es nuevo y más práctico de usar, se eliminó la entrada para CD y solo algunas versiones con equipo de audio Meridian lo traen, el tren motriz sigue sin cambios.
Versión Autobiography

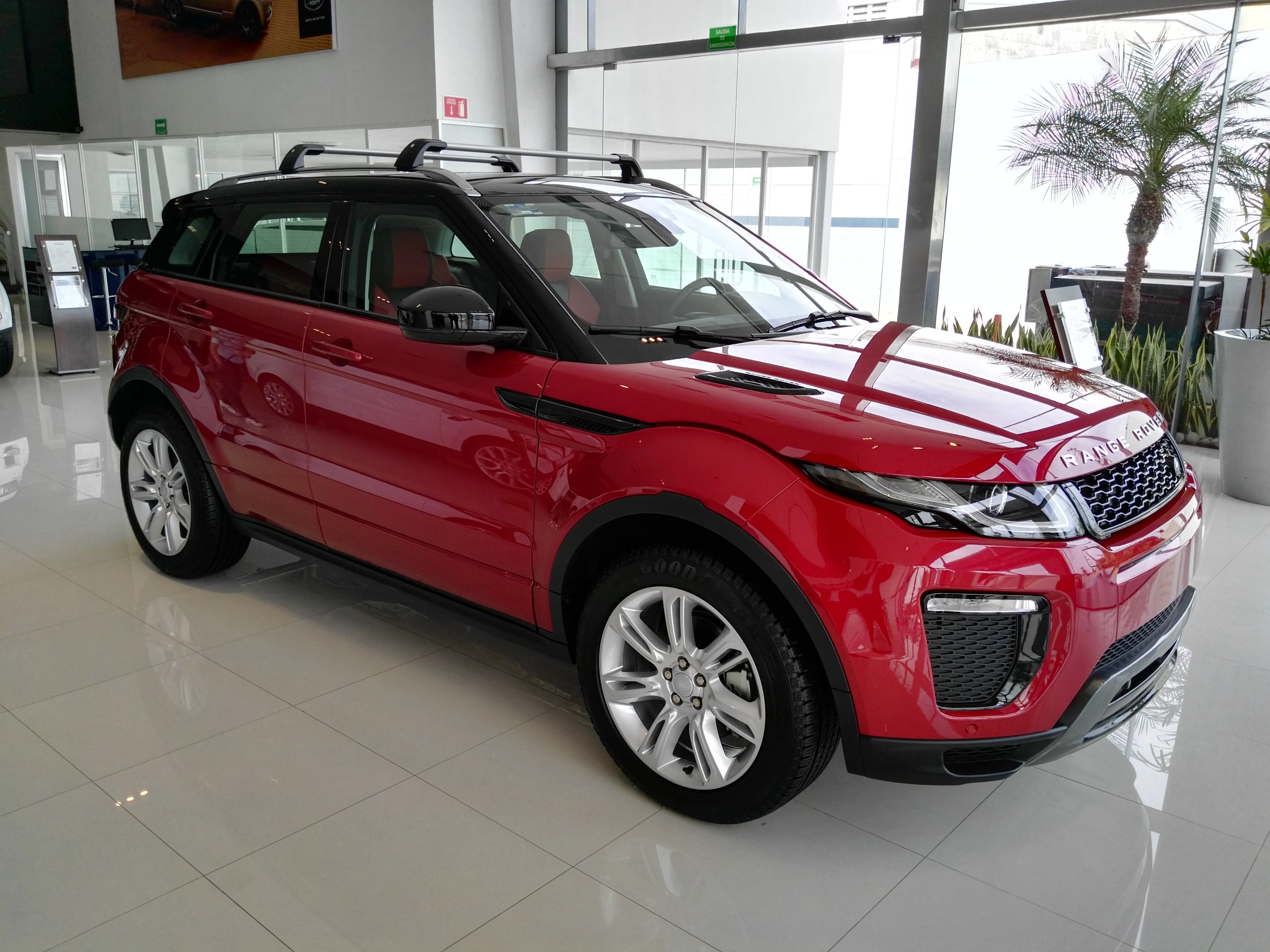
RANGE ROVER EVOQUE HSE DYNAMIC 2016 FIRENZE RED

Para las personas que exigen más lujo y confort sale al mercado la versión Autobiography, cuenta con detalles exteriores en color Atlas, ruedas de 20" estilo 517 con acabado cepillado, Sistema de cámaras envolvente, Sistema de navegación Premium HDD con disco duro incluido e InControl Touch Plus Nivel 3-sistema de audio surround Meridian con 17 bocinas incluidas. Subwoofer con 82 W de potencia, asistencia automática de luces altas (AHBA), el interior es en Piel Oxford y los asientos llevan en la sección media piel perforada, Faros adaptativos LED con nivelación automática y luces de curva, Control de Progreso Todo Terreno (All Terrain Progress Control - (ATPC).

## Mejores momentos
En 2012 salió la primera versión del Evoque, y fue la más exitosa de todas vendiendo un 20% más que la versión actual por año.